# Timon tangitanus
Timon tangitanus là một loài thằn lằn trong họ Lacertidae. Loài này được Boulenger mô tả khoa học đầu tiên năm 1889.

## Hình ảnh

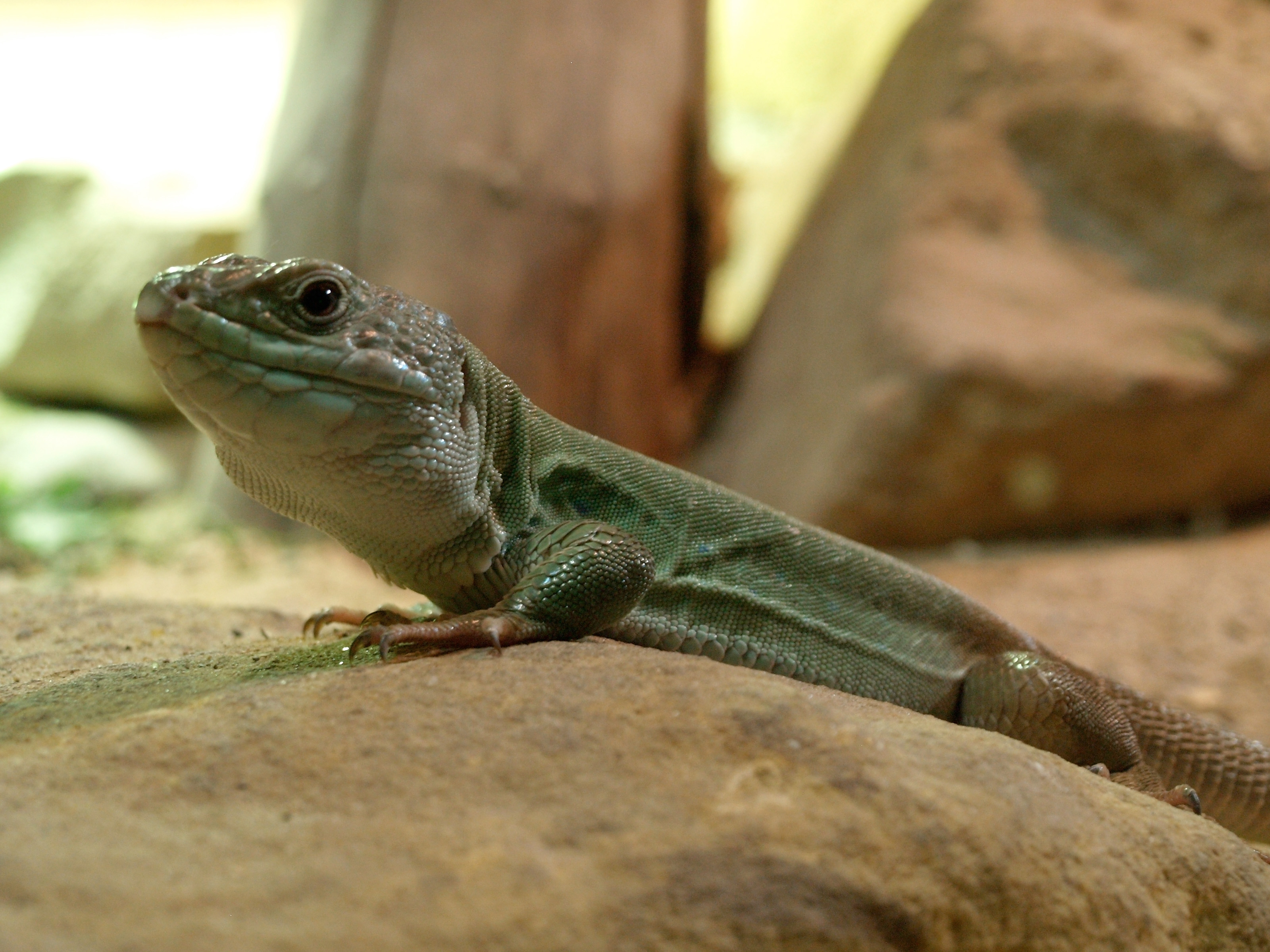